# Seznam novin z období Velké francouzské revoluce
Níže je uveden seznam novin a jiných periodik působících v období Velké francouzské revoluce.

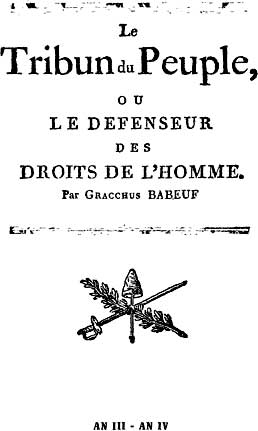
Le Tribun du peuple (Gracchus Babeuf)

## A
- Les Actes des Apôtres (royalistické noviny): Journiac de Saint-Méard, Suleau
- Les Annales patriotiques: Louis-Sébastien Mercier, Jean-Louis Carra
- Annales politiques(Les): Simon-Nicolas-Henri Linguet
- L'Anti-Fédéraliste: (Výbor pro veřejné blaho) inspiroval Maximilien Robespierre
- L'Anti-fédéraliste: Claude-François de Payan
- L'Ami du peuple: Jean Paul Marat
- L'Ami des citoyens: Jean-Lambert Tallien
- L'Ami du peuple: Jean-Théophile Leclerc
- L'Ami du roi: Christophe Félix Louis Ventre de la Touloubre Galart de Montjoie
- L'Ami des Théophilanthropes: Armand-Joseph Guffroy
- L'Apocalypse: Mirabeau
- L'Argus patriote: Charles Theveneau de Morande

## B
- La Bouche de fer: Claude Fauchet, Nicolas de Bonneville
- Bulletin du tribunal révolutionnaire: Jean-Baptiste Coffinhal

## C
- Le Chien et le Chat: Jacques René Hébert
- La Chronique de Paris: Nicolas de Condorcet
- La Chronique du mois: Jean-Marie Collot d'Herbois, Étienne Clavière, Nicolas de Condorcet
- Le Conservateur: Dominique Joseph Garat, Marie-Joseph Chénier, François Daunou
- Le Contrepoison ou préservatif contre les motions insidieuseS (royalistické noviny)
- Le Correspondant d'Eure-et-Loir: Pierre Jacques Michel Chasles
- Le Correspondant picard (1789): François-Noël Babeuf
- Le Cosmopolite: Berthold Proli
- Le Courrier de Brabant: Camille Desmoulins
- Le Courier de l'Europe: Samuel Swinton, poté Radix de Sainte-Foix (majitelé), Alphonse-Joseph Serre de la Tour, poté Charles Théveneau de Morande (ředitelé)
- Le Courrier de Provence: Honoré Gabriel Riqueti de Mirabeau
- Le Courrier de Versailles à Paris et de Paris à Versailles (1789-1792): Antoine-Joseph Gorsas.

## D
- Les Dames nationales ou le Kalendrier des citoyennes: Nicolas Edme Restif de La Bretonne
- Le Défenseur de la liberté: Pierre Philippeaux.

## F
- La France vue de l'armée d'Italie: Michel Regnaud de Saint-Jean d'Angély

## G
- La Gazette: Théophraste Renaudot, Fallet, Chamfort
- Il Giornale patriotico di Corsica:  Philippe Buonarrotti

## H
- Histoire des Révolutions de France et de Brabant: Camille Desmoulins

## J
- Journal de la Montagne
- Journal de l'opposition: Pierre-François Réal
- Journal de Paris: Corancez, Antoine Cadet de Vaux, Dussieux, N. Xhrouet
- Journal de Paris: Michel Louis Étienne Regnault de Saint-Jean d'Angely
- Journal de Perlet: Charles Frédéric Perlet
- Journal des amis de la Constitution: Pierre Choderlos de Laclos
- Journal des Défenseurs de la patrie
- Journal des débats* Le Mémorial: Jean-François de La Harpe, Fontanes, Vauxelles
- Journal général: l'abbé Fontenai
- Journal des Halles
- Journal des laboureurs: Joseph Lequinio
- Journal des lois: Charles-Nicolas Osselin
- Journal du soir sans réflexions et courriers de Paris et de Londres: Étienne Feuillant
- Le Journal du soir sans réflexions et le courrier de la capitale: Étienne Feuillant, Denis Tremblay a Jacques René Hébert.
- Journal politique et littéraire: Simon-Nicolas-Henri Linguet

## L
- La lanterne magique: Boisset
- Lettres à mes commettants: Honoré Gabriel Riqueti de Mirabeau
- Lettres bougrement patriotiques du Père Duchêne: Antoine Lemaire

## M
- La  Manufacture
- Le Miroir: Claude François Beaulieu (royalistické noviny)
- Le Moniteur Universel: Charles-Joseph Panckouke

## N
- Nouvelles ecclésiastiques

## O
- Observateur: Gabriel Feydel
- L'Orateur du peuple: Louis-Marie Stanislas Fréron

## P
- Le Patriote français: Jacques Pierre Brissot
- Le Père Duchesne: Jacques Hébert
- Le Père Duchêne de Jean Charles Jumel: Abbé Jean Charles Jumel
- Les Petites affiches: Pierre Bénézech
- Le Point du jour: Bertrand Barère de Vieuzac
- Le Publiciste de la République française: Jacques Roux

## Q
- La Quotidienne: Coutouli et Ripert, (royalistické noviny)

## R
- Le Républicain: Charles François Marie Duval
- Le Républicain: Condorcet, Thomas Paine
- Retour du Père Duchêne, premier poêlier du monde: M. de Mont-Lucy
- Le Réveil du peuple
- La Révolution de 1792: Louis Ange Pitou
- Les Révolutions de France et de Brabant: Camille Desmoulins
- Les Révolutions de Paris: Elisée Loustalot, Sylvain Maréchal, Fabre d'Églantine, Pierre-Gaspard Chaumette, Léger-Félicité Sonthonax
- Le Rougyff ou le franc en vedette: Armand-Joseph Guffroy

## S
- La Sentinelle: Louvet, François Daunou

## T
- Le Thermomètre du jour:Jean-Marie Rolland
- Le Tocsin de Liège
- Le Tribun du peuple: Gracchus Babeuf
- La Tribune des patriotes: Camille Desmoulins, Louis-Marie Stanislas Fréron

## V
- Le Vieux Cordelier: Camille Desmoulins
- Les Vitres cassées (1789): Antoine Lemaire